# Urządzenie blokowe
Urządzenie blokowe (ang. block device) – pozwala na odczytywanie/zapisywanie danych blokami, czyli większymi grupami bajtów mającymi postać: sektorów, kilobajtów czy klastrów. W większości przypadków konieczność operowania na blokach wymuszona jest logiczną budową urządzenia.
Urządzenia blokowe różnią się od znakowych tym, że w większości są buforowane i pozwalają na swobodny dostęp do danych na nich zgromadzonych (lseek).

## Przykłady urządzeń blokowych w systemachUnixowych
- dyski (/dev/hda, /dev/sdb)
- partycje (/dev/sda1, /dev/hdc3)
- dyskietki (/dev/fd0)
- pętle zwrotne (/dev/loop0)
- ram-dyski (/dev/ram1)